# Tolutaʻu Koula
Tolutaʻu Koula (ur. 6 lipca 1970) – tongański lekkoatleta, sprinter.
Trzykrotnie startował na igrzyskach olimpijskich: w 1992, 1996 i 2000. Za każdym razem brał udział w biegu na 100 m i za każdym razem odpadał w eliminacjach. W Barcelonie zajął 6. miejsce w swoim biegu eliminacyjnym z czasem 10,85 s, w Atlancie był 8. w swoim biegu eliminacyjnym z czasem 10,71 s, natomiast w Sydney uplasował się na ostatniej, 9. pozycji w swoim biegu eliminacyjnym z czasem 11,01 s.
Trzykrotnie występował także na igrzyskach Południowego Pacyfiku. W 1991 zdobył brązowy medal w sztafecie 4 × 100 m, która w finale pobiła rekord kraju, uzyskując czas 41,20 s. Był także 7. na 100 m (czas finałowy 11,09 s) oraz odpadł w półfinale biegu na 200 m, plasując się na 6. pozycji w swoim biegu z czasem 22,59 s. W 1995 zajął 4. miejsce na 100 m z czasem finałowym 10,80 s i 6. na 200 m z czasem finałowym 22,42 s. W 1999 wystartował w biegu na 100 i 200 m oraz w skoku w dal. W biegu na 100 m był 5. z czasem finałowym 10,91 s. W biegu na 200 m odpadł w półfinale, plasując się na 7. pozycji w swoim biegu z czasem 22,55 s, natomiast w skoku w dal zakończył rywalizację na rundzie eliminacyjnej (15., przedostatnia lokata z wynikiem 5,53 m).
Dwukrotnie uczestniczył w miniigrzyskach Południowego Pacyfiku. W 1993 wystąpił w biegu na 100 i 200 m. W obu konkurencjach odpadł w eliminacjach, zajmując 4. miejsce w swoim biegu eliminacyjnym z czasem 11,55 s na krótszym dystansie i 2. w swoim biegu eliminacyjnym z czasem 22,84 s na dłuższym. W 1997 zdobył brązowy medal na 100 m, uzyskując w finale czas 10,82 s, był 5. na dwukrotnie dłuższym dystansie (czas finałowy 22,51 s), 4. w sztafecie 4 × 100 m (czas finałowy sztafety 42,82 s) i 6. w sztafecie 4 × 400 m (tongańska drużyna nie wystartowała w biegu finałowym).
Jest dwukrotnym medalistą mistrzostw Oceanii w biegu na 100 m. W 1996 zdobył złoto z czasem 10,56 s, a w 1998 wywalczył brąz z czasem 10,84 s.
Jest rekordzistą kraju na 100 i 200 m oraz w sztafecie 4 × 100 m.